# 847 (numero)
Ottocentoquarantasette (847) è il numero naturale dopo l'846 e prima dell'848.

## Proprietà matematiche
- È un numero dispari.
- È un numero composto con  6 divisori:  1,  7,  11,  77,  121, 847. Poiché la somma dei suoi divisori (escluso il numero stesso) è  217 < 847, è un numero difettivo.
- È un numero felice.
- È un numero odioso.
- È un numero nontotiente in quanto dispari e diverso da 1.
- È un numero congruente.
- È un numero di Ulam.
- È un numero palindromo nel sistema posizionale a base 3 (1011101).
- È parte delle terne pitagoriche  (396, 847, 935), (847, 2904, 3025), (847, 4620, 4697), (847, 7296, 7345), (847, 32604, 32615), (847, 51240, 51247), (847, 358704, 358705).

## Astronomia
- 847 Agnia è un asteroide della fascia principale del sistema solare.
- NGC 847 è una galassia spirale della costellazione di Andromeda.

## Astronautica
- Cosmos 847 è un satellite artificiale russo.

## Altri ambiti
- La strada europea E847 è una strada di classe B il cui percorso si trova completamente in territorio italiano. Collega Sicignano degli Alburni con Metaponto.